# SOS – Schicksale deutscher Schiffe
SOS – Schicksale deutscher Schiffe ist eine westdeutsche Heftromanreihe, die von 1953 bis 1960 im Münchner Arthur Moewig-Verlag in 200 Ausgaben erschien. Sie wurde von 1975 bis 1981 vom Pabel-Verlag unter dem Titel SOS – Schiffsschicksale auf den Meeren der Welt erneut herausgegeben und ab 1995 unter dem Titel Der Landser präsentiert: SOS – Schiffsschicksale auf den Meeren der Welt erneut ediert. Die Titelbilder und Innenillustrationen der Erstausgabe stammen sämtlich von dem Marinemaler Walter Zeeden. Parallel zur Serie der SOS – Schicksale deutscher Schiffe erschienen von 1957 bis 1960 die SOS Sonderbände, von denen es 30 Ausgaben gab. Bis auf die ersten drei SOS Sonderbände, deren Titelbilder Karl Stephan, Lochham/Gräfelfing, schuf, wurden die restlichen 27 Bilder wiederum von Walter Zeeden gefertigt. Außerdem erschien im selben Verlag von 1954 bis 1960 die Schriftenreihe Anker-Hefte. Seefahrt in aller Welt in 95 Ausgaben, in der analog Ereignisse meist der angloamerikanischen Seefahrtsgeschichte thematisiert wurden.
Mit dem SOS-Heft Nummer 200 und der Nummer 30 bei den SOS Sonderbänden wurden vom Arthur Moewig-Verlag die beliebten SOS- und ANKER-Heft Serien abgeschlossen.
2019 wurde durch einen Zufallsfund anhand einiger Originalgemälde von Walter Zeeden festgestellt, dass bereits die Titelbilder zu den SOS-Heften Nummer 201 und 202 bestellt und von ihm gefertigt wurden. Beide Bilder lieferte Walter Zeeden mit Termin 14. Juli 1960 an den Arthur Moewig-Verlag ab:
- Geplantes Heft 201 Bark Titania – Titelbild: Titania im Orkan
- Geplantes Heft 202 Torpedoboot Seeadler – Titelbild: Seeadler im Gefecht mit brit. Schnellbooten und unter Beschuss der feind. Küstenbatterien von Dover im Kanal

Für die SOS Sonderbände lieferte Walter Zeeden noch das Titelbild zum angekündigten SOS Sonderband Nummer 31 Tragödie am Nordkap – Untergang des  Schlachtschiffes Scharnhorst. So von ihm auf dem Original bezeichnet. Wegen der Einstellung der SOS-Serien erschien dieses bereits von Fritz-Otto Busch geschriebene Heft als Nummer 37 in der Soldatengeschichten-Serie als Sonderband.
Über den Soldatengeschichten Sonderband 39 von Wilhelm Wolfslast mit dem Titel: Bis zur Selbstvernichtung. Die japanischen U-Boote im Zweiten Weltkrieg und einem Titelbild von Walter Zeeden liegen zurzeit keine Erkenntnisse vor.

## Autoren und Themenkreise
Autoren der Serie waren u. a. Otto Mielke (bis zu seinem Tod 1958), Korvettenkapitän a. D. Fritz-Otto Busch, sowie sein Bruder Dr. Harald Busch, Jens Janssen (Pseudonym für Jochen Brennecke, Schönwalde), Rolf O. Becker, Garbsen oder auch Wilhelm Wolfslast, Dortmund. Autoren für die SOS Sonderbände waren u. a. Wilhelm Wolfslast und Joh. Schulz (Pseudonym für Franz Kurowski, Dortmund).
Als Herausgeber der SOS Serie fungierten anfangs u. a. Kapitän Fred Schmidt für die Handelsschifffahrt und im Wechsel Vizeadmiral Walter Lohmann für die Kriegsmarine. Nach deren Tod, Lohmann 1955 und Schmidt 1957 mit der Pamir untergegangen, übernahmen die Herausgeberschaft nacheinander Vizeadmiral a. D. Kurt Caesar Hoffmann ehem. Kommandant des Schlachtschiffes Scharnhorst, Erich Gröner und zuletzt Jochen Brennecke.
In der Serie werden hauptsächlich Ereignisse aus der deutschen Marine- und Seefahrtsgeschichte mit dem Schwerpunkt Erster und Zweiter Weltkrieg abgehandelt. Dazu kamen Seeunfälle wie die Beteiligung des Hamburger Frachtdampfers Falke an einem Putsch in Venezuela 1929, der Untergang des Frachters Melanie Schulte 1952 und der Untergang der Viermastbark Pamir 1957. Durch den Tod Fred Schmidts auf der Pamir endete auch seine Mitarbeit an der Serie. Teilweise wurde der normale Schiffsbetrieb dargestellt, zum Beispiel die Tätigkeit des Fischereischutzboots Meerkatze, des Segelschulschiffs Großherzogin Elisabeth, des Feuerschiffs Elbe 1 oder des Walfangmutterschiffs Jan Wellem.
In einigen Heften werden auch Ereignisse der deutschen Kolonialgeschichte oder deutscher Kanonenbootpolitik behandelt wie das Gefecht von Tres Forcas in Marokko 1856, der Aufstand der Herero und Nama in Deutsch-Südwestafrika 1904, der Aufstand der Sokehs auf Ponape 1910, der Boxeraufstand in China 1900 oder die Eisenstuck-Affäre in Nicaragua 1878.
Die Bände der Erstausgabe verfügen, soweit bekannt, sämtlich über ein Literatur- und Quellenverzeichnis.

## Ausgaben der Erstauflage
1. Otto Mielke: Schnelldampfer Bremen. Glück und Ende eines Riesen, 1953
2. Otto Mielke: Schwerer Kreuzer Blücher. Sein erstes und letztes Gefecht
3. Otto Mielke: Segelschulschiff Admiral Karpfanger. Reise ohne Wiederkehr
4. Otto Mielke: Hapag-Dampfer New York. SOS – Rettet unsere Seelen!
5. Otto Mielke: Schlachtschiff Bismarck. Kampf der Titanen
6. Otto Mielke: Motorschiff Monte Cervantes. Drama bei Feuerland
7. Otto Mielke: Minensuchboot M1. Der Tiger der Fjorde
8. Otto Mielke: Segelschulschiff Herzogin Cecilie. Flucht über 12000 Meilen
9. Otto Mielke: Schlachtschiff Scharnhorst. Odyssee eines Giganten
10. Otto Mielke: Schnelldampfer Columbus. Ein Riesenschiff versenkt sich selbst
11. Otto Mielke: Zerstörer Wilhelm Heidkampf. Der Kampf um Narvik
12. Otto Mielke: Schnelldampfer Europa. Allen Stürmen zum Trotz
13. Otto Mielke: Motortankschiff Heinrich Riedemann. Fünf Torpedos
14. Otto Mielke: Hilfskreuzer Wolf. Auf Kaperkurs im Stillen Ozean
15. Otto Mielke: Panzerschiff Admiral Graf Spee. Die Falle von Montevideo
16. Otto Mielke: U47 – Günther Prien. Der Stier von Scapa Flow
17. Otto Mielke: Schnelldampfer Cap Arcona. Fahrt ins Verderben
18. Otto Mielke: Linienschiff Schleswig-Holstein. Ein stählerner Kämpe
19. Otto Mielke: Dampfer Luise Leonhardt / Feuerschiff Elbe 1. Nordsee – Mordsee
20. Fritz Otto Busch: Schwerer Kreuzer Prinz Eugen. Von Grönland zur Südsee
21. Otto Mielke: Motorschiff Melanie Schulte. Im Atlantik verschollen
22. Otto Mielke: U 83 und U 199. Von Feindfahrt nicht zurück
23. Otto Mielke: Passagierschiff Wilhelm Gustloff. Katastrophe bei Nacht
24. Fritz Otto Busch: Leichter Kreuzer Köln. Ein Wappen – drei Schicksale
25. Otto Mielke: Dampfer Taube. Gestrandet auf Prerow-Bank
26. Fritz Otto Busch: Zerstörer Erich Koellner. Zerstörerkampf im Ofotfjord
27. Hans Boetticher: U 9 und U 29. Mit Weddigen auf Kriegsfahrt
28. Otto Mielke: Motortankschiff Altmark. Die Cossack-Affäre, 1954
29. Otto Mielke: Bark Schulschiff Pommern / Schlepper Heros – Eine heldenmütige Rettung
30. Otto Mielke: Kleiner Kreuzer Dresden. Das letzte Schiff des Kreuzergeschwaders
31. Otto Mielke: Vorpostenboote Blitz und Orkan. Gegen Minen, Bomben und Torpedos
32. Otto Mielke: Walfangmutterschiff Jan Wellem. Auf Waljagd in der Antarktis
33. Otto Mielke: Schwerer Kreuzer Admiral Hipper. Geleitzugschlacht im Atlantik
34. Otto Mielke: Schnelldampfer Kaiser Wilhelm der Grosse. Vom Luxusdampfer zum Hilfskreuzer
35. Otto Mielke: U 69. Sehrohr südwärts
36. Otto Mielke: Motorschiff Seattle. Blockadebrecher
37. Fritz Otto Busch: Turbinenschiff Windhuk. Blockadebrecher
38. Otto Mielke: Turbinenschiff Windhuk. Fünf Mann in einem Boot
39. Otto Mielke: Hilfskreuzer Orion. Rund um den Erdball
40. Otto Mielke: Hapag-Dampfer Hansa ex Albert Ballin. Von Hamburg bis Manhattan
41. Otto Mielke: Schlachtschiff Tirpitz. Der letzte deutsche Riese
42. Otto Mielke: Dampfer Bulgaria. Steuerlos im Atlantiksturm
43. Otto Mielke: U 159. Ein Paukenschlag vor Kapstadt
44. Otto Mielke: Reichspostdampfer Manila. Zwischen Singapur und Neu-Guinea
45. Otto Mielke: Vermessungsschiff Meteor. 67000 Meilen Atlantikfahrt
46. Otto Mielke: Handelsstörkreuzer Komet. Sibirische Eisfahrt
47. Otto Mielke: Untersee-Frachtschiff U-Deutschland. Ein Handelsschiff fährt unter Wasser
48. Otto Mielke: Passagier-Dampfer Berlin. Kessel-Explosion!
49. Otto Mielke: Kleiner Kreuzer Königsberg. In die Enge getrieben
50. Otto Mielke: Fischdampfer Thor. Die See schlug zu
51. Otto Mielke: Nachtjagd-Leitschiff Togo. Das merkwürdigste Schiff der Kriegsmarine
52. Fritz Otto Busch: Linienschiff Oldenburg. Diesmal wurde es ernst
53. Otto Mielke: Viermastbark Pamir. Der letzte deutsche Windjammer, 1955
54. Otto Mielke: Schlachtkreuzer Goeben und Kleiner Kreuzer Breslau Unter türkischem Halbmond
55. Otto Mielke: U 156. Der Laconia-Fall
56. Otto Mielke: „Sperrbrecher A“ (Dampfer Rubens). Schleichfahrt nach Ostafrika
57. Otto Mielke: Die I.S-Boot-Flottille. Schnellboote im Schwarzen Meer
58. Otto Mielke: Frachtdampfer Falke. Ein tolles Stück
59. Otto Mielke: U 333. Der Seewolf Ali Cremer
60. Otto Mielke: Motorschiff Hamburg. Ein Taifun rast
61. Otto Mielke: Emden. Bravo, kleiner Kreuzer!
62. Otto Mielke: Motorschoner Przemysl. Auf unerlaubten Wegen
63. Otto Mielke: Schwerer Kreuzer Lützow. Bomben vor Spanien
64. Otto Mielke: Motorschiff Monte Rosa. Die Letzte der Hamburg-Süd
65. Fritz Otto Busch: Kleiner Kreuzer Regensburg Z vor! am Skagerrak
66. Otto Mielke: Seebäderdampfer Cobra. Die Schlacht der schwarzen Kugeln
67. Otto Mielke: Passagierdampfer Imperator. Der Stolz einer Nation
68. Otto Mielke: Tankmotorschiff Charlotte Schliemann. Als U-Boot-Versorger im Indischen Ozean
69. Otto Mielke: Kaiserjacht Hohenzollern. Kaiserliche Seereisen
70. Dr. Harald Busch: Unterseeboot U 516. Gehetzte Wölfe
71. Otto Mielke: Dampfer Irene Oldendorff. Das Seeamt tagt
72. Fritz-Ludwig Dechow: Hilfskriegsschiff Doggerbank. In der Höhle des Löwen
73. Otto Mielke: Amazone. Die Grossmutter der deutschen Kriegsmarine
74. Otto Mielke: Hochsee-Fährschiff Deutschland. Der schwimmende Bahnhof
75. Otto Mielke: S.M. Kleiner Kreuzer Karlsruhe. Klar zum Gefecht!
76. Otto Mielke: Flugzeugträger Graf Zeppelin. Der große Unvollendete
77. Otto Mielke: Rotorschiffe Buckau und Barbara. Bewundert, gepriesen und vergessen
78. Otto Mielke: Unterseeboot U 20. Der Fall Lusitania
79. Otto Mielke: Luxus-Passagierdampfer Oceana. Im Hafen gekentert
80. Otto Mielke: 3. und 7. Torpedoboots-Halbflottille. Husaren zur See, 1956
81. Otto Mielke: U 196. 225 Tage auf Feindfahrt
82. Otto Mielke: Marinefährprahm F 617. Sie fuhren dem Teufel über die Füße
83. Otto Mielke: Turbinendampfer Vancouver und Tacoma. Attentat in San Franzisko
84. Otto Mielke: S.M. Kanonenboot Iltis Gegen Strandräuber und Piraten
85. Otto Mielke: Fischereischutzboot Meerkatze. Der Schutzengel der Hochseefischer
86. Otto Mielke: Schlachtschiff Gneisenau. Ein Koloss aus Stahl
87. Otto Mielke: Schnelldampfer Kronprinz Wilhelm. Gesucht, verfolgt und nicht gefunden
88. Otto Mielke: S.M. Kanonenboot Iltis Der Boxeraufstand in China
89. Otto Mielke: Motorschiff Wappen von Hamburg Vom alten Convoyer zum modernen „Musik-Dampfer“
90. Otto Mielke: Leichter Kreuzer Emden Der erste Kreuzer der Reichsmarine
91. Otto Mielke: Niobe. Ein tragisches Ende
92. Otto Mielke: U 21. Ein Mann rettet die Dardanellen
93. Otto Mielke: Fracht- und Passagierdampfer München. Eine gefährliche Fracht
94. Otto Mielke: Handelsstörkreuzer Kormoran. Er versenkte die Sydney
95. Otto Mielke: Leichter Kreuzer Leipzig. Der letzte Kreuzer der Kriegsmarine
96. Otto Mielke: Motorschiff Ermland. Blockadefahrt nach Japan
97. Otto Mielke: Goeben und Breslau Gefechte im Schwarzen Meer
98. Otto Mielke: Dampfer Adolph Woermann. Ein Afrikaner aus Hamburg
99. Otto Mielke: Schnellboot S 42. Schwarze Nächte im Schwarzen Meer
100. Otto Mielke: S.M. Flottenflaggschiff Friedrich der Große. Scapa Flow – das Grab einer Flotte
101. Otto Mielke: Tanker Glückauf und Esso Deutschland. Petroleumfahrer – einst und jetzt
102. Otto Mielke: Goeben und Breslau Des Kleinen Kreuzers letzte Fahrt
103. Otto Mielke: Zerstörer Hermes, ZG 3. Der einzige deutsche Mittelmeer-Zerstörer
104. Otto Mielke: Marine-Luftschiff L 38. Zeppeline – eine grossartige Idee
105. Otto Mielke: Viermastbark Kommodore Johnsen. Der größte Motorsegler der Welt
106. Otto Mielke: Hilfskreuzer Thor. Er besiegte drei britische Hilfskreuzer
107. Otto Mielke: Hebeschiffe Energie und Ausdauer. Ein folgenschwerer Rammstoß
108. Otto Mielke: Kleine Kreuzer Mainz und Ariadne. Der 28. August 1914
109. Otto Mielke: Passagierdampfer Cap Polonio. Beliebte Dickschiffe der Hamburg-Süd
110. Otto Mielke: Unterseeboot U 38. 300000 BRT versenkt
111. Otto Mielke: Seenot-Rettungsboote Borkum und Norderney. Rettungsmänner – härter als die See
112. Otto Mielke: Kanonenboot Habicht. Expedition gegen die Hereros
113. Otto Mielke: Zerstörer Z 38 Der „Schwarze Panther“
114. Otto Mielke: S.M. Hilfskreuzer Seeadler. Des Seeteufels große Reise
115. Otto Mielke: Seetankschiff Frieda. Himmelfahrtskommando
116. Otto Mielke: R.C. Rickmers – und Sophie Rickmers. Unter fremder Flagge versenkt
117. Otto Mielke: Leichter Kreuzer Nürnberg. Deutscher Kreuzer unter Sowjet-Flagge
118. Otto Mielke: U-Jäger Uj 1709. Als Horcher auf U-Jagd
119. Otto Mielke: Luftschiff Z.R. III / „Los Angeles“. Ein Leben für die Luftschiffahrt
120. Otto Mielke: Unterseeboot U 505. Von der US-Navy gekapert
121. Otto Mielke: Frachtdampfer Wilhelm Russ. Wir waren in Leningrad
122. Otto Mielke/Walter Flachsenberg: Unterseeboot U 71. Einzelfahrer im Nordatlantik
123. Otto Mielke: Kanonenboot Albatros. In der Südsee stationiert
124. Otto Mielke: Frachtdampfer Helga Bolten. Schwere Havarie im Orkan
125. Otto Mielke: S.M. Hilfskreuzer Möwe. Der erste Blockade-Durchbruch
126. Otto Mielke: Zerstörer Z 38. Des Schwarzen Panthers Kampf und Ende
127. Otto Mielke: S.M. Panzerkreuzer Blücher. Die Schlacht an der Doggerbank
128. Otto Mielke: Hapag-Schnelldampfer Vaterland. Albert Ballin und sein Werk
129. Otto Mielke: U 16 – U 27 – U 41. Der Baralong-Zwischenfall
130. Otto Mielke: S.M. Hilfskreuzer Möwe. Seine zweite Fahrt
131. Otto Mielke: Linienschiff Schlesien. Einer von der alten Garde
132. Otto Mielke: Schwerer Kreuzer Admiral Scheer. Ein Geleitzug wurde aufgerieben
133. Otto Mielke: Fischereiforschungsschiff Anton Dohrn. Fischer – Forscher – Fanggebiete
134. Otto Mielke: Marine-Luftschiffe L 10 bis L 16. Luftschiffe über England
135. Rudolf Ressel/Otto Mielke: Vorpostenboot Polarfront. Als Funker auf Vorposten
136. Otto Mielke: Unterseeboot U 977. Wir schnorcheln uns durch
137. Otto Mielke: Frachtdampfer Emma Sauber. Im Dienst der schwarzen Diamanten
138. Otto Mielke: Frauenlob. In der Skagerrakschlacht gesunken
139. Otto Mielke: Hilfskreuzer Widder. Handelskrieg gegen Einzelfahrer
140. Otto Mielke: Schlepper Fairplay. Gefährliche Arbeit
141. Otto Mielke: Hilfsstreuminendampfer Königin Luise. Minen vor der Themse
142. Otto Mielke: Fjordbewacher Windhuk. Vor Bergen nichts Neues
143. Otto Mielke: Unterseeboot U 53. Kurs Amerika
144. Otto Mielke: Passagierdampfer Reliance und Resolute. Ihr Feld war die Welt
145. Otto Mielke: Zerstörer Friedrich Eckoldt. Zwischen Brest und Kirkenes
146. Otto Mielke: Raddampfkorvette Danzig. Die erste preussische Dampfkorvette
147. Otto Mielke: Minensuchboot M 437. Wir von der Minensuch
148. Otto Mielke: Polizeiboot Hannover. Wasserschutzpolizei im Einsatz
149. Otto Mielke: Unterseeboote UB 81 und UC 71. Glückhafte Fahrten – tragisches Ende
150. Otto Mielke/Josef Traub: Marinefährprähme F 523 und F 607. Die Hölle von Sizilien
151. Otto Mielke: Marine-Luftschiffe L 57 und L 59. Verwegener Flug nach Afrika
152. Otto Mielke: Unterseeboot U-Flak 1. Als U-Flak-Falle in der Biskaya
153. Otto Mielke: S.M. Hilfskreuzer Prinz Eitel Friedrich. Im Gefolge des Kreuzergeschwaders
154. Otto Mielke: Zerstörer Z 1. Unsere neue Bundesmarine
155. Otto Mielke/Albert Röhr: Dampfer Hermann von Wissmann. Auf den Seen von Deutsch-Ostafrika
156. Friedrich Ludwig John: Das erste deutsche Unterseeboot. Der eiserne Seehund
157. Wilhelm Wolfslast: Hertha. The Germans to the front!
158. Otto Mielke/Albert Röhr: Dampfer Hedwig von Wissmann. Krieg und Frieden auf dem Tanganjika-See
159. Rolf O. Becker: Monsunboot U 178. Härter als Stahl
160. Jens Janssen:  Hilfskreuzer Pinguin. List war seine stärkste Waffe
161. Jens Janssen: Schleppdampfer H. 6. S. Klein – aber tüchtig
162. Rolf O. Becker: Dampfer Mjöllnir ex. Nankin. Die Prise mit dem Speckbug
163. Jens Janssen: Unterseeboot U 68. Unter dem Kreuz des Südens
164. Wilhelm Wolfslast: S.M. Kleiner Kreuzer Cormoran. Kampf um Ponape
165. Jens Janssen: Hochseefischdampfer Köln. Eine Handbreit unter dem Polarkreis
166. Jens Janssen: Ayesha. Männer der Emden schlagen sich durch
167. Jens Janssen: Fischkutter Feuerland. Gunther Plüschows abenteuerliche Fahrt
168. Jens Janssen: Schwerer Kreuzer Admiral Scheer 155 Tage Kreuzerfahrt
169. Jens Janssen: Motorfrachtschiff Adolf Leonhardt. Männer im Orkan
170. Jens Janssen: Dampfer Choising. Die Odyssee des „Emden“-Landungskorps
171. Jens Janssen: S.M. Kleiner Kreuzer Wiesbaden. Gesunken mit wehender Flagge
172. Jens Janssen: Unterseeboot U 77. Anspruchslos – aber zäh
173. Jens Janssen: Segelschulschiff Pamir. Die Tragödie im Atlantik
174. Jens Janssen: Motorschiff Rio Grande. Aller schlechten Dinge waren drei
175. Jens Janssen: Unterseeboot U 68. Mit der Eisbärgruppe vor Kapstadt
176. Jens Janssen: Segelschulschiff Grossherzogin Elisabeth. Weiße Segel über blauen Wogen
177. Jens Janssen: Hilfsminenleger Passat ex. Storstad. Minen vor Australiens Häfen
178. Jens Janssen: Fischdampfer Johannes Krüss. Todesmutiger Einsatz in der Arktis
179. Jens Janssen: Kreuzerfregatte Leipzig Zum erstenmal Eisen statt Holz
180. Jens Janssen: Minenräumboot R 39. Fahrt über dem Pulverfass
181. Jens Janssen: Turbinenschiff Bremen. Eine bewegte Lebensgeschichte
182. Jens Janssen: Schwerer Kreuzer Admiral Scheer Jagd im indischen Ozean
183. Jens Janssen: Unterseeboot U 23. Der missverstandene Funkspruch
184. Jens Janssen/Werner Krüger: Bark Fortuna. Steuermann Ablass dreht den Spieß um
185. Jens Janssen/Werner Dette: SM Torpedoboot S 31. Gesunken im Minenfeld
186. Jens Janssen/Werner Krüger: Motorschiff Flavia. Die Bergung des brennenden Kabellegers
187. O.V.: Dampfer Bahia Blanca. Pech im Glück
188. Jens Janssen/Werner Krüger: Schnellboot S 199. Das Geheimnis um S-Achim
189. Jens Janssen: Unterseeboot U 123. Mit stehenden Maschinen in die Tiefe
190. Jens Janssen: Schwerer Kreuzer Admiral Scheer Port Dickson antwortet nicht mehr
191. Bodo Herzog: U 35. Das erfolgreichste Unterseeboot der Welt
192. Jens Janssen: Gestrandet vor Celebes
193. Jens Janssen/R. F. Feldmann: Unterseeboot U 453 / U Nürnberg. 17 Feindfahrten im Mittelmeer
194. Jens Janssen/Willi Heidel: Fünfmastvollschiff Preussen. Ruhm und Ende des größten Rahschiffes
195. Poetters: Motorschiff Lahnstein. Die erste Grosse-Seen-Fahrt
196. Jens Janssen: Hilfskreuzer Atlantis. 622 Tage ohne Werft und Hafen
197. Jens Janssen: Schiff 23 = Hilfskreuzer Stier. Das wurde dem „Stier“ zum Schicksal
198. Jens Janssen/Gottfried Wolfrum: Minensuchboot M 277. M-Bock im Kanal
199. Jens Janssen: Kreuzerfregatte Leipzig I (2). Der Pfannenkrieg von Amoy
200. Jens Janssen/Paul Rothfahl: Unterseeboot U 99. Zwei Hufeisen am Turm
201. Autor unbekannt: Bark Titania. Titel unbekannt. Dieses Heft wurde nicht mehr veröffentlicht
202. Autor unbekannt: Torpedoboot Seeadler. Titel unbekannt. Dieses Heft wurde nicht mehr veröffentlicht

## Sonderbände
1. U-Boots-Dämmerung (Wilhelm Wolfslast)
2. Duell im Pazifik (Wilhelm Wolfslast)
3. Käpp’n Kuddel und sein Schiff (Günther Lampert)
4. Schnellboote ran! (Wilhelm Wolfslast)
5. Sperrbrecher Sperber (Günther Lampert)
6. Die Kanalflundern (Günther Lampert)
7. Nacht der Vernichtung (Wilhelm Wolfslast)
8. Der große Wettlauf (Wilhelm Wolfslast)
9. Skagerrak (Wilhelm Wolfslast)
10. Spießrutenläufer der See (Ralf Mewissen)
11. Die Bremen brennt! (Jens Janssen)
12. Kreuzfahrt gegen den Tod (Joh. Schulz)
13. Allein gegen eine Welt (Rolf O. Becker)
14. U 861 auf großer Fahrt (Joh. Schulz)
15. Teufelskerle (F.L. John)
16. Von Coronel nach Falkland (Wilhelm Wolfslast)
17. Die Schlacht bei Midway (Werner Kortwich)
18. Trotz Tod und Teufel (Wilhelm Wolfslast)
19. Fallen Tarnung! - Feuer frei (Rolf O. Becker)
20. Die Todesfahrt des Geleitzuges PQ 17 (Wilhelm Wolfslast)
21. Torpedo – los! (Joh. Schulz)
22. Tsushima (Wilhelm Wolfslast)
23. U 977 66 Tage unter Wasser (Heinz Schaeffer)
24. Krieg am Ende der Welt (Ralf Mewissen)
25. Fünf Freiwillige für die Satansinsel (J.E. MacDonnell)
26. Herrscher der See (Wilhelm Wolfslast)
27. Zwischen Rio und Freetown (Joh. Schulz)
28. Stander „Z“ vor! (Ralf Mewissen)
29. Inferno Pearl Harbor (Volker Rehburg)
30. Kampf der kleinen Fische (Joh. Schulz)
31. Tragödie am Nordkap. Untergang des Schlachtschiffes Scharnhorst. (Fritz-Otto Busch) Dieses Heft wurde als Soldatengeschichten Sonderband 37 herausgegeben.